# Microporella appendiculata
Microporella appendiculata is een mosdiertjessoort uit de familie van de Microporellidae. De wetenschappelijke naam van de soort is voor het eerst geldig gepubliceerd in 1867 door Heller.